# 2010 RF12
2010 RF12 (também escrito como 2010 RF12) é  um asteroide próximo da Terra que passou entre a Terra e a Lua em 8 de setembro de 2010 às 21:12 UTC, passou a uma distância da Terra em torno de 79 000 km acima da Antártida. Este corpo celeste possui uma magnitude absoluta (H) de 28,1 e seu diâmetro é estimado em torno de 7 metros.

## Chance de impacto com a Terra
A NASA estima seu tamanho em cerca de 7 metros de diâmetro, com uma massa de cerca de 500 toneladas. 2010 RF12 vai fazer passagens muito mais perto da Terra, com a abordagem de 5 ou 6 de setembro de 2095 tendo a chance de 6% (1 em 16) de colidir com a Terra. Segundo a JPL a abordagem nominal do asteroide com a Terra em 2095 será de 0,000058 UA com a Terra com um raio de aproximadamente 6.400 quilômetros. Devido ao tamanho do asteroide relativamente pequeno, há pouco perigo de dano decorrente de tal impacto, porém, haveria uma bola de fogo impressionante como a sua entrada na atmosfera superior.

## Descoberta
2010 RF12 foi descoberto no dia 5 de setembro de 2010, pelo Catalina Sky Survey perto de Tucson, Arizona.

## Órbita
A órbita de 2010 RF12 tem uma excentricidade de 0,1882 e possui um semieixo maior de 1,060 UA. O seu periélio leva o mesmo a uma distância de 0,8609 UA em relação ao Sol e seu afélio a 1,26 UA.